# Смерть как ломтик хлеба (фильм)
«Смерть как ломтик хлеба» (пол. Śmierć jak kromka chleba) — польский художественный фильм-драма режиссёра Казимежа Куца на основе реального исторического события — усмирения шахты Вуек 16 декабря 1981 года, во время военного положения в ПНР. В титрах фильма приведены имена девяти шахтёров-забастовщиков, погибших в столкновении с ЗОМО. В ходе съёмок погиб 11-летний статист Гжегож Новак, попав под струю из водомёта.

## Сюжет
Катовице, ночь на 13 декабря 1981 года. К председателю организации профсоюза «Солидарность» на шахте «Вуек» Яну Людвичаку приходят трое и предлагают проехать с ними — якобы разобраться со взломом в штаб-квартире профсоюза. Людвичак отказывается, поскольку его рабочий день начнётся утром. Увидев, что ночные визитёры остались ждать в машине, он догадывается о предстоящем аресте, звонит в профсоюз и просит прислать несколько человек в качестве свидетелей. Приезжают трое членов «Солидарности». Прибывший наряд ЗОМО без разговоров избивает дубинками троих шахтёров (одному разбили голову), врывается в квартиру Людвичака и вытаскивает его на мороз в одном свитере.
Возмущённые рабочие шахты «Вуек» решают объявить забастовку. Их представители просят ксендза Генрика Больчика провести мессу на шахте. Собираясь, Больчик слышит по радио обращение председателя Военного совета национального спасения (WRON) генерала Ярузельского: в ПНР введено военное положение. По улицам движутся милицейские и армейские колонны. Телефонная связь отключена.
Ксендз Больчик служит на шахте мессу и произносит проповедь с призывом отстаивать свободу, которая дарована Богом.
Шахтёры голосуют за забастовку. Представитель ревизионной комиссии «Солидарности» Юрек Путек (в реальности — Станислав Платек) и шахтёр Скарга (в реальности — Адам Сквира) становятся лидерами акции. Представители властей вызывают шахтёров на переговоры с военным комиссаром WRON (эту должность занимал Вацлав Рымкевич), к которому перешла полнота власти на данной территории. Комиссар сообщает о порядках военного положения: профсоюзы распускаются, забастовки считаются преступлением. Он заявляет, что стране грозит иностранная интервенция: «Вы же не хотите нового раздела Польши?» — и на этом основании требует полного повиновения.
Путек и другие лидеры рабочих составляют прокламацию. Они осуждают военное положение, требуют освобождения Людвичака и соблюдения Ястржембских соглашений. Забастовщики занимают оборону на территории шахты.
Тем временем Путек приносит тревожные вести: милиция и ЗОМО подавляют забастовки насилием. Ксендз вновь проводит богослужение на шахте и отпускает забастовщикам грехи. Часть рабочих покидает шахту. Оставшиеся шахтёры по совету председателя комитета самоуправления Мёдека сооружают баррикады и сужают периметр. Это ободряет забастовщиков, готовых сопротивляться. Проявившего слабость представителя профсоюза горняки изгоняют с шахты.
Наступает 16 декабря 1981 года. На «Вуек» прибывает представитель воеводского войскового штаба (полковник Пётр Гембка). Офицер выступает перед рабочими, напоминает, что его отец тоже был шахтёром. Далее он требует в течение часа разойтись и сдать шахту силам WRON. Шахтёры готовы на переговоры с армией, однако офицер информирует о решении властей: войдёт милиция. Это возмущает рабочих: «Здесь не преступники!» Офицер предупреждает, что через час начнётся силовая акция.
Подразделение ЗОМО атакует шахту при поддержке бронетехники. Шахтёры мужественно сопротивляются, отбрасывают нападающих, берут в плен двух офицеров и рядового. В следующей атаке спецвзвод ЗОМО открывает огонь на поражение (в реальности команду отдал сержант Ромуальд Цесляк). Несколько человек убиты, многие ранены.
Подавленные случившимся, обе стороны прекращают боевые действия. Пленные зомовцы в страхе просят пощадить их. Шахтёры обращаются с ними презрительно, но не применяют насилия.
Офицер вновь предлагает шахтёрам разойтись без всяких условий. Горняки показывают ему и другим офицерам тела убитых товарищей.

## В ролях
- Казимеж Боровец — Ян Людвичак, председатель Солидарности на шахте «Вуек»
- Ежи Радзивиллович — Генрик Больчик, ксендз
- Роман Ганцарчик — Юрек Путек, председатель ревизионной комиссии «Солидарности»
- Ежи Треля — Скарга, шахтёр
- Януш Гайос — Мёдек, председатель рабочего самоуправления шахты.
- Мариуш Бенуа — Красуцкий, шахтёр
- Пшемыслав Бранны — Тадеуш, шахтёр
- Рышард Ясиньский — Гладыш, шахтёр
- Шимон Кусмидер — Гжегож, шахтёр
- Тереса Будзиш-Кжижановская — врач
- Малгожата Хаевская-Кшиштофик — Аня, медсестра заводской клиники
- Эльжбета Каркошка — жена Людвичака
- Анна Дымна — жена шахтёра Юзефа
- Ян Пешек — комиссар WRON
- Ян Кжижановский — офицер воеводского штаба
- Славомир Соснеж — пленный ЗОМОвец